# Suzano Esporte Clube
Il Suzano Esporte Clube è una società pallavolistica maschile brasiliana, con sede a Suzano: milita nel campionato brasiliano di Superliga Série A.

## Storia
Il Associação Desportiva Espigão Produções viene fondato nel 1994 a Mogi das Cruzes. Nei primi anni della propria storia si dedica principalmente all'attività giovanile, pur partecipando sporadicamente al Campionato Paulista. Nel 2018 il club si trasferisce a Suzano e adotta la denominazione Suzano Esporte Clube. Riparte con l'attività professionistica nella stagione 2021-22, ottenendo due promozioni consecutive dalla Superliga Série C alla Superliga Série B e poi in Superliga Série A.

## Rosa 2024-2025
| N° | Nome               | Ruolo | Data di nascita  | Nazionalità sportiva |
| -- | ------------------ | ----- | ---------------- | -------------------- |
| 1  | Maycon Leite       | C     | 6 maggio 1992    | Brasile              |
| 2  | Flávio das Neves   | C     | 17 gennaio 2004  | Brasile              |
| 3  | Gabriel Ostapechen | S     | 10 gennaio 2003  | Brasile              |
| 5  | Rodrigo Leme       | P     | 9 aprile 1980    | Brasile              |
| 7  | Renan Bonora       | S     | 10 aprile 1998   | Brasile              |
| 8  | Guilherme Sabino   | O     | 18 marzo 2002    | Brasile              |
| 9  | Daniel de Oliveira | S     | 21 agosto 1997   | Brasile              |
| 10 | Tiago Brendle      | L     | 21 ottobre 1985  | Brasile              |
| 11 | Gabriel Pessoa     | S     | 14 aprile 1993   | Brasile              |
| 13 | Taichi Hangai      | L     | 28 agosto 1998   | Brasile              |
| 14 | Matheus Pedrosa    | C     | 13 dicembre 2002 | Brasile              |
| 15 | Riad Garcia        | C     | 2 ottobre 1981   | Brasile              |
| 16 | Antony Burger      | P     | 27 giugno 2004   | Brasile              |
| 17 | Wennder Lopes      | S     | 7 dicembre 1991  | Brasile              |
| 18 | Paulo da Silva     | O     | 28 aprile 2004   | Brasile              |

## Denominazioni precedenti
- 1994-2018: Associação Desportiva Espigão Produções